# Миллер (округ, Миссури)
Округ Миллер (англ. Miller County) — округ штата Миссури, США. Население округа на 2009 год составляло 24 778 человек. Административный центр округа — город Таскамбия.

## История
Округ Миллер основан в 1837 году.

## География
Округ занимает площадь 1533,3 км2.

## Демография
Согласно оценке Бюро переписи населения США, в округе Миллер в 2009 году проживало 24 778 человек. Плотность населения составляла 16.2 человек на квадратный километр.